# ليلى فيليب
ليلى فيليب (بالإنجليزية: Leila Philip)‏ هي كاتِبة وشاعرة أمريكية، ولدت في 18 أبريل 1961 في نيويورك في الولايات المتحدة.